# باتريك هاوس
باتريك هاوس (بالإنجليزية: Patrick Hawes)‏ هو ملحن بريطاني، ولد في 1958 في غريمسبي ‏ في المملكة المتحدة.

## وصلات خارجية
- الموقع الرسمي
- باتريك هاوس على موقع IMDb (الإنجليزية)
- باتريك هاوس على موقع ميوزك برينز (الإنجليزية)
- باتريك هاوس على موقع أول ميوزيك (الإنجليزية)
- باتريك هاوس على موقع ديسكوغز (الإنجليزية)